# Gelobet sei der Herr, mein Gott
Gelobet sei der Herr, mein Gott (in tedesco, "Lodato sia il Signore mio Dio") BWV 129 è una cantata di Johann Sebastian Bach.

## Storia
Composta per la festa della Trinità del 1726, la Gelobet sei der Herr, mein Gott è impostata su un testo di cinque versi del 1665 di Johannes Olearius. Ognuno dei cinque movimenti che compongono la cantata è composto su un versetto del testo e ciascuno è basato su un cantus firmus tratto dal corale. L'organico è composto da soprano solista, contralto solista, basso solista, coro, tromba I, II e III, timpani, flauto, oboe I e II, oboe d'amore, archi e basso continuo.

## Struttura
Il primo movimento, in re maggiore, è una grande fantasia corale. Il secondo movimento, in la maggiore, è il primo delle tre arie presenti nella cantata (insolitamente, l'opera non presenta recitativi) ed è composto per basso solista. Il terzo movimento, in mi minore, è un'altra aria, questa volta nella forma di sonata in trio per soprano solista, flauto, violino e basso continuo. Il quarto movimento è costituito dalla terza aria, in sol maggiore, una pastorale in 6/8 per contralto solista, oboe d'amore e continuo. La cantata si conclude con una fantasia corale sul verso finale del testo di Olearius.